# Creatividad
La creatividad es la capacidad de crear nuevas ideas o conceptos, de nuevas asociaciones entre ideas y conceptos conocidos, que habitualmente producen soluciones originales. La creatividad es sinónimo del "pensamiento original", la "imaginación constructiva", el "pensamiento divergente" o el "pensamiento creativo". La creatividad es una habilidad típica de la cognición humana, presente también hasta cierto punto en algunos primates superiores, y ausente en la computación algorítmica, por ejemplo.
La creatividad, como ocurre con otras capacidades del cerebro como son la inteligencia, y la memoria, engloba varios procesos mentales entrelazados que no han sido completamente descifrados por la fisiología. Se mencionan en singular, por dar una mayor sencillez a la explicación. Así, por ejemplo, la memoria es un proceso complejo que engloba a la memoria a corto plazo, la memoria a largo plazo y la memoria sensorial.
El pensamiento original es un proceso mental que nace de la imaginación. No se sabe de qué modo difieren las estrategias mentales entre el pensamiento convencional y el creativo, pero la cualidad de la creatividad puede ser valorada por el resultado final.
La creatividad también se desarrolla en muchas especies animales, pero parece que la diferencia de competencias entre dos hemisferios cerebrales es exclusiva del ser humano. Una gran dificultad para apreciar la creatividad animal es que la mayoría de especies de cerebros difieren totalmente del humano, estando especializados en dar respuesta a estímulos y necesidades visuales, olfativas, de presión y humedad propias. Solo podemos apreciar la creatividad con mayor facilidad, en las diferencias de comportamiento entre individuos en animales sociales, cantos, cortejos, construcción de nidos, y uso de herramientas.

## La personalidad creativa

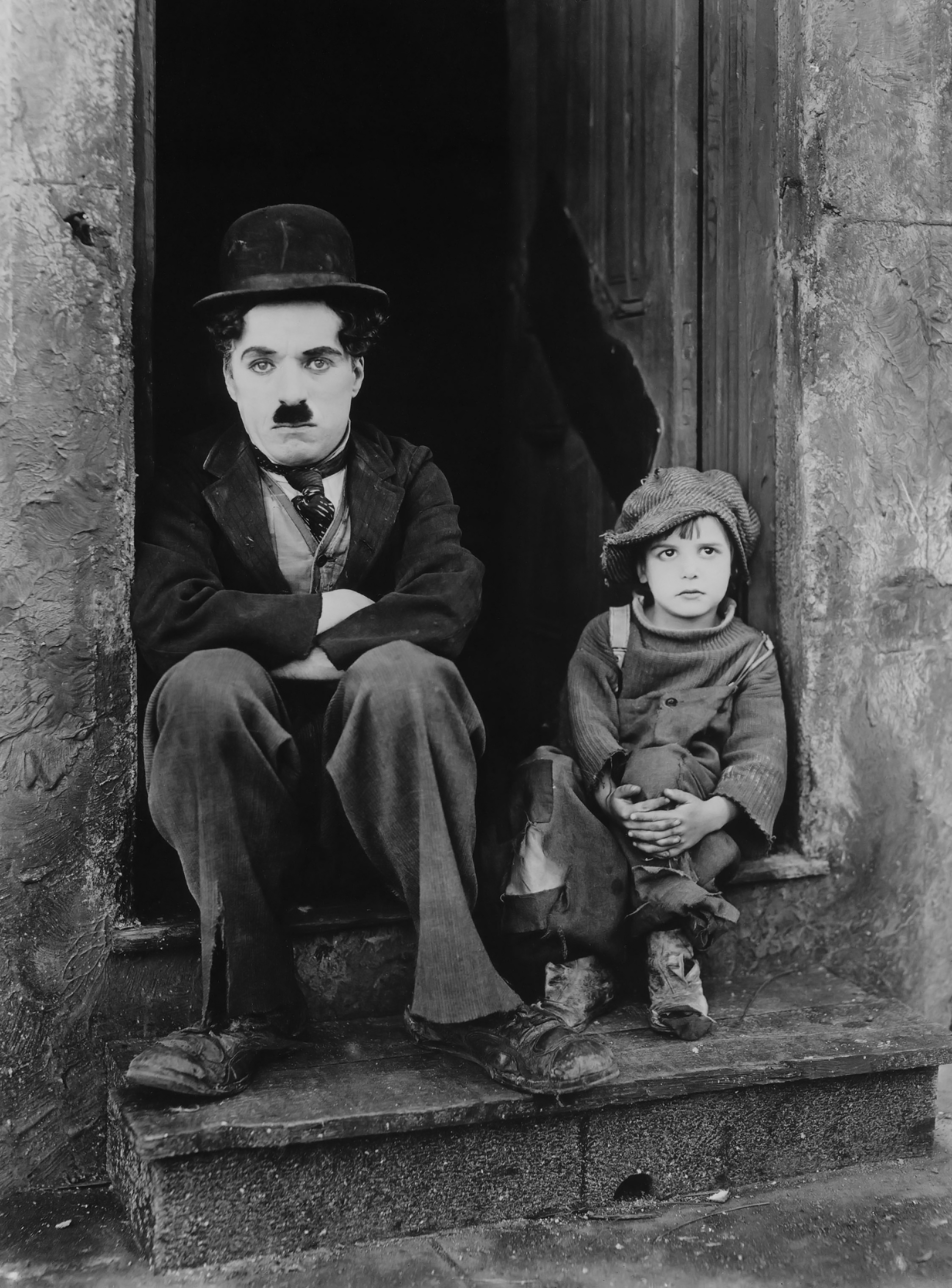
El genio creativo Charlie Chaplin, uno de los fundadores de la United Artists, con Jackie Coogan en El chico

Existen en muchos casos una serie de estudios en los que se compara con sus colegas menos creativos a individuos creativos y seleccionados sobre la base de sus logros y entre los que hay arquitectos, científicos y escritores.
La diferencia entre los altamente creativos y los relativamente no creativos no reside en la inteligencia tal como ésta se mide en las pruebas de inteligencia. El individuo creativo puede, no obstante, diferenciarse de los demás en cuanto a los rasgos de su personalidad. Hay desde luego, muchas excepciones, pero en general se ha comprobado que el individuo creativo suele ser introvertido, necesita largos periodos de soledad y parece tener poco tiempo para lo que él llama trivialidades de la vida cotidiana y de las relaciones sociales. Los individuos creativos suelen ser enormemente intuitivos y estar más interesados por el significado abstracto del mundo exterior que por su percepción sensitiva.
Los individuos creativos muestran a menudo dificultad para relacionarse con las demás personas y suelen eludir los contactos sociales. A menudo muestran inclinación a considerar que la mayoría de la gente normal es corta, así como tendencias de dominio sobre los demás, lo que los aleja de establecer relaciones humanas en un grado de igualdad.
Los individuos creativos también parecen estar relativamente liberados de prejuicios y convencionalismos, y les interesa relativamente poco lo que sus semejantes o cualquier persona piensen de ellos. Tienen poco respeto por las tradiciones y reglas establecidas y por la autoridad en lo referente a su campo de actividad, prefiriendo fiarse de sus propios juicios.
Los varones creativos obtienen a menudo resultados altos en los tests de "feminidad", lo cual indica que tienen una mayor sensibilidad y son más conscientes de sí mismos y más abiertos a la emoción y a la intuición que el varón medio de la cultura occidental.
Una característica en ellos es la preferencia por la complejidad. Imaginen que tienen una idea nueva que alguien nunca ha visto o conocido y la sociedad simplemente no cree que necesita un individuo creativo para salir adelante con lo que él hizo. Necesita planear la estrategia... hasta lograr que su idea sea aceptada e impulsada,  si requiere de inversión económica para echarla a andar. Contagiar a otros puede ser el plan, tal vez hacer trabajo de equipo con algunos más podría ser parte del plan, y así hasta agotar todas las posibilidades.
Entre individuos de personalidad creativa pueden distinguirse, a grandes rasgos, dos grupos distintos: el artístico y el científico. Las características fundamentales son las mismas en ambos, pero, en general, el artista es más dado que el científico a expresar su inconformidad tanto en su vida como en su trabajo. El artista informal es corriente, pero el científico anticonvencional es relativamente raro. Los artistas y científicos creativos tienden, incluso a ser más estables emocionalmente que las personas corrientes y cuando esto no sucede así, su inestabilidad se manifiesta en forma de ansiedad, depresión, recelo social o excitabilidad, algo parecido a una neurosis plenamente desarrollada.
Entre los artistas y escritores, el genio se confunde y se relaciona, a menudo, con la locura; en esta categoría de personas se manifiestan con excesiva frecuencia neurosis graves, adicción a las drogas, y al alcohol y diversas formas de locura. No existe mucha relación entre creatividad y cociente intelectual (CI); es compatible ser altamente creativo y tener una inteligencia normal, o poseer una gran inteligencia y carecer de capacidad creativa.

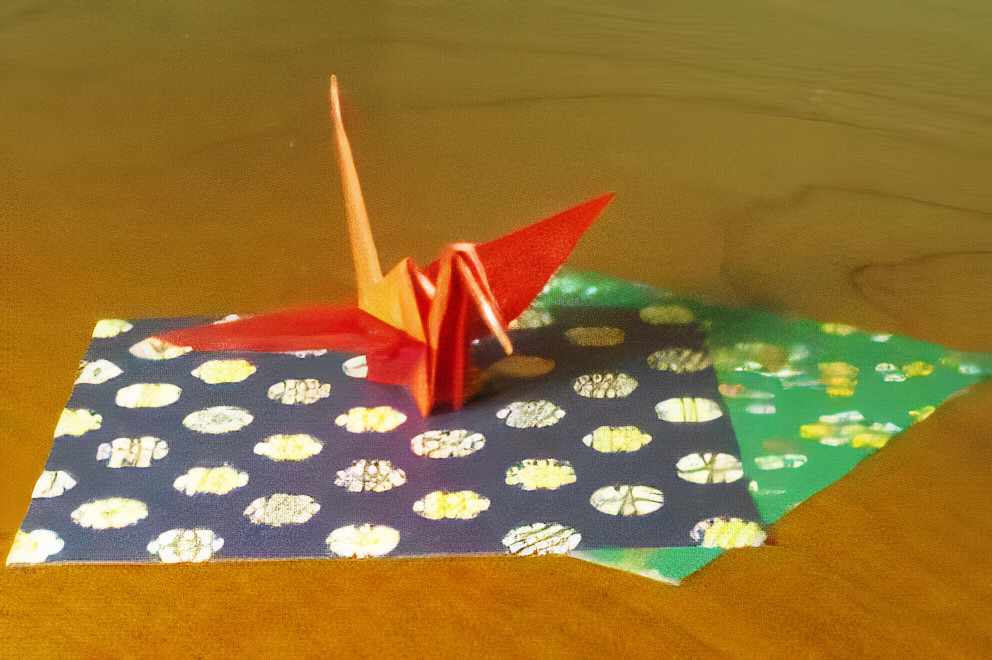
Un ave acuática sacudiéndose las alas en una laguna llena de nenúfares (papiroflexia).

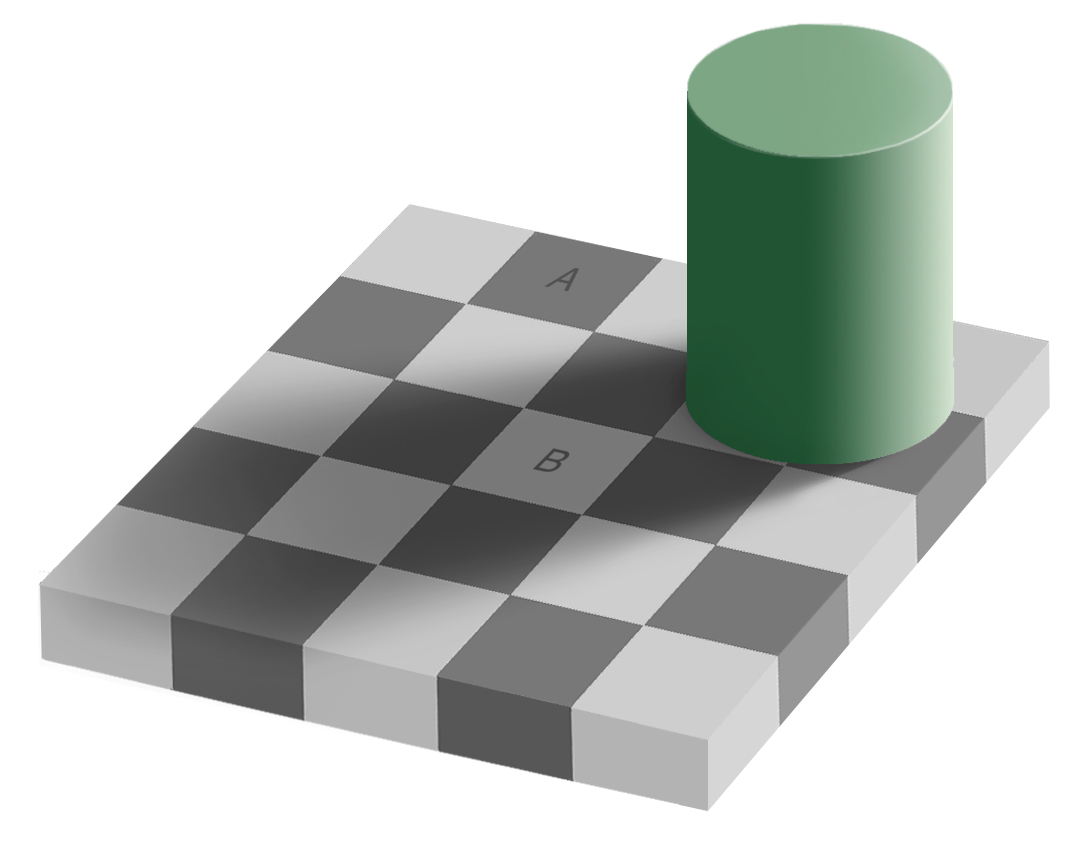
Ilusión óptica: el cuadrado (escaque) con la letra A es del mismo color que el de la letra B.

Las claves para potenciar la creatividad, tanto en los ámbitos personales como empresariales, se pueden resumir en cuatro aspectos:
1. Es necesaria la búsqueda de "el elemento": ese aspecto, tema, proyecto que interioriza la realización personal, y permite que el individuo se perciba como "alguien que dejará huella" en su etapa vitalicia.
2. La pasión, como componente transversal en los niveles de Inteligencia Emocional, está presente en los procesos de búsqueda y elección de nuestro "elemento".
3. Constancia, trabajo y control: los procesos de creatividad se caracterizan por un nivel elevado de esfuerzo, planificación, reiteración y realimentación. Normalmente, se ha asociado -erróneamente- de una forma unívoca la creatividad con "la idea feliz" instantánea y solamente al alcance de muy pocos.
4. Riesgo de extrapolarse de la "zona de confort": la creatividad implica intrínsecamente valentía, riesgo y atrevimiento. La analogía con los personajes principales o héroes de la mayoría de los cuentos o cómics, es muy relevante para identificar la necesidad de "salirse de la rutina y de lo cómodo" para intensificar las conexiones cognitivas y emocionales de la creatividad .

## Bloqueos a la creatividad
El creador de la estrategia de Desarrollo de los Bloqueos de la Creatividad es el estadounidense - Alvin L. Simberg. Los seres humanos poseen un alto grado de necesidad de socializar, que influye en su comportamiento, al grado que la mayoría, lo único que quiere es desempeñar su rol de sujeto social.
Para lograr integrarse en la sociedad, con las actividades necesarias, le es imprescindible una forma de orientarse, aceptar qué es lo bueno y qué es lo malo.
En su etapa de aprendizaje la persona se asirá a estereotipos, para resolver sus necesidades biológicas y sociales, asumiendo determinados patrones y modelos de conducta, que le sirven de pauta para satisfacer esas necesidades y orientarse en el medio social. Normalmente, el individuo no debe buscar nada fuera de esos patrones y mucho menos crear otros nuevos, si no quiere ser rechazado. Así el individuo provisto de esas reglas, normas y modelos de interacción social se convierte en una personalidad social, sujeta a todas las actividades al nivel de civilización de su sociedad, que moldean su personalidad.
La inventiva no se puede enseñar, aunque se puede aprender, rompiendo la vida rutinaria, es decir, rompiendo con hacer siempre lo mismo, o quizá, simplemente, con hacer más de lo mismo. Eso significa que el mismo individuo que está buscando la imaginación (o la idea creativa) es quien debe bucear en su propia mente y trabajar en sí mismo para desarrollar sus propias habilidades de pensamiento y personalidad.
Los bloqueos en principio, pueden deberse a varias circunstancias:
- Una especialización muy profunda.
- Racionalismo extremo.
- Enfoque superficial.
- Falta de confianza.
- Motivación reducida.
- Capacidad deficiente para escuchar.
- Respeto excesivo por la autoridad.
- Espíritu no crítico, no observador.
- Patrones educativos muy rígidos y estrictos.

Pueden ser de distinta naturaleza:
- Bloqueos emocionales: En general miedo a hacer el ridículo, o a equivocarnos, y está relacionado con una autocrítica personal negativa.
- Bloqueos perceptivos: Al percibir el mundo que nos rodea, lo vemos con una óptica limitada y reducida, no pudiendo observar lo que los demás, los creativos, ven con claridad.
- Bloqueos culturales: Las normas sociales nos entrenan para ver y pensar de una manera determinada, lo que nos da una visión estrecha.

### Técnicas para la creatividad

Un ejemplo sugestivo de animación informática, propicio a la ensoñación.

Las inhibiciones de las personas a la hora de manifestar sus opiniones pueden ser vencidas por medio de algunas de las técnicas de dinámica de grupos, para las que se requiere un grupo de personas dispuestas a aportar nuevas ideas para la solución del problema. Los participantes son animados a formular cualquier idea que se les ocurra, por muy extraña o disparatada que sea, sin ejercer ningún tipo de autocensura o crítica. Generalmente los niños no les da miedo mostrar sus trabajos de creatividad, de lo contrario les da mucho gusto mostrar por ejemplo: dibujos, pinturas, alguna figura armada con bloques, manipular un instrumento musical de diferentes maneras, hacer algunos ritmos con material de su entorno, participar en la representación de un cuento o en una pequeña obra de teatro.
El proceso anteriormente descrito también se puede denominar como lluvia de ideas, método creativo en grupo que consta de dos partes: la primera, descrita anteriormente, se basa en una aportación desinhibida de ideas que por absurdas que puedan parecer son anotadas por un moderador, aquí el grupo trabaja en intuiciones, en creencias; en la segunda fase, se seleccionan las más oportunas para la solución del problema. En este caso, es la mente racional la que reelabora las aportaciones desinhibidas procedentes de la primera fase.
En estos casos, lo importante es darse a conocer, compartir con los cercanos, vecinos o compañeros de grupo la idea para juntos armar complicidad de acto...generalmente las personas que más desarrollan su capacidad creativa, son valoradas en su entorno,  o donde lo necesiten.
Algo en común de las personas creativas es que son entusiastas e imaginativas y sobre todo tienen  confianza en sí mismos por qué dar a conocer algo nuevo que se les ocurrió no es algo fácil que acepte la sociedad.
Otras formas por las que puede incrementarse la creatividad han sido sugeridas por estudios acerca de los estados mentales durante los que los individuos creativos tienen generalmente sus inspiraciones.
El proceso creativo es prácticamente invariable: la mente del inventor es preparada previamente, a propósito o no, mediante la compilación de toda la información relevante sobre el problema que le preocupa. Habitualmente el cerebro produce intentos continuados de plantear el problema de una forma lógica, aunque evitando cuidadosamente o negándose, a aceptar ninguna solución definitiva. La respuesta en sí, la idea creativa y definitiva, surge casi siempre cuando el individuo no está concentrado en el problema, sino que se encuentra en un estado de abstracción, de "sueño despierto" o "ensoñación".
La inspiración imaginativa parece darse a menudo durante viajes en tren o en autobús, o en el baño, situaciones ambas, que por su monotonía pueden producir un estado de ensimismamiento, propicio al trance creativo. En esos estados de consciencia, las barreras que se oponen al inconsciente caen y se da rienda suelta a la fantasía y a la imaginación.
En general, las técnicas van de las poco estructuradas a las muy estructuradas. Un ejemplo de técnica altamente estructurada es TRIZ, a diferencia de técnicas como lluvia de ideas, la cual está basada en la generación de ideas aleatorias, pensamiento lateral y recetas heurísticas.
Luego, estas técnicas son complementadas con otras técnicas de aprendizaje como: clasificación de ideas, mapas conceptuales, mapas mentales (mind mappings), selección de ideas, cuantificación de ideas, y diagramas de ishikawa.

### Detectando la creatividad

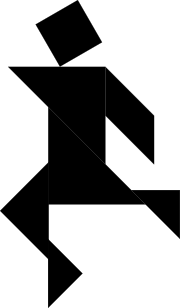
Una típica figura realizada con el tangram.

Es muy difícil captar la inventiva a través de un test formal y, por otra parte, los test de creatividad son tan dignos de confianza como los test de inteligencia. Los procedimientos típicos para evaluar la creatividad se basan en cuantas respuestas insólitas u originales es capaz de dar el sujeto a preguntas tales como "¿Cuántos usos cree que pueden darse a un ladrillo?" o "¿Qué consecuencias se derivarían del hecho de prohibir los vehículos privados?". Este tipo de test revela la existencia de dos "estilos" mentales básicos: el convergente y el divergente.
La persona de pensamiento convergente tiende a abordar los problemas de una forma lógica y a establecer relaciones convencionales. Los que tienen un pensamiento divergente tienden a utilizar juicios ilógicos o "marginales", buscando soluciones innovadoras ebetty.
Se citan: intuición, Pensamiento original, irracionalidad, valor, flexibilidad. Hay una forma indirecta de evaluar la creatividad más adaptada a los estándares psicométricos, como la que propone el test CREA (Corbalán et al.) mediante el estudio de la versatilidad cognitiva. Este procedimiento sugiere que el número y accesibilidad de las conexiones neuronales propias de una mente sobreinclusiva, puede ser un buen indicador de la potencialidad creativa de una persona.
El sistema educativo escolar de Occidente favorece al niño de inteligencia no creativa (el convergente) en detrimento del niño creativo. El niño creativo puede tener una personalidad no del todo "deseable"; es fácil que resulte tímido, reservado, poco inclinado a creer en todo momento en la palabra del profesor, prefiriendo seguir sus propias inclinaciones antes que atenerse a las limitaciones del programa de estudios. Por el contrario el convergente es, por definición, una persona que se adecua con facilidad al tipo de trabajo que exige el aparato académico, sin poner en tela de juicio su orientación intelectual y pedagógica.
Esta división entre el divergente creativo y el convergente de mente convencional no es, de todos modos, absoluta. Individuos convergentes a los que se pide que respondan a los test como si fueran divergentes, es decir como imaginan que los contestaría un artista anticonvencional, pueden dar respuestas muy parecidas a las de los divergentes "genuinos". Esto indica, que si bien pueden existir diferencias innatas e inalterables en los individuos en cuanto a su creatividad, la forma de pensar de los conformistas se debe no tanto a una incapacidad para el pensamiento original, como al temor de la posibilidad de parecer una persona extraña o rara, al miedo a perder la aprobación de la sociedad, o una resistencia a fiarse de la intuición antes que de la razón. Un componente importante de la creatividad es la independencia respecto a las opiniones de los demás.
Esta debe ser la razón por la que una gran proporción de gentes altamente creativas son hijos primogénitos, puesto que, a menudo, esta posición familiar origina una actitud independiente, no obstante otros no primogénitos pueden ser altamente creativos. Un test que intenta medir el grado de conformismo social consiste en preguntar si una línea proyectada sobre una pantalla es más larga o más corta que otra línea de referencia proyectada con anterioridad.
El individuo creativo da su opinión después que un cierto número de personas hayan dado las suyas. Para él los demás son, en realidad, cómplices del examinador, y sus opiniones, erróneas e incluso absurdas. Sin embargo, muchas personas repetirán la opinión de la mayoría, aunque eso signifique negar lo que ven con sus propios ojos. Quienes se mantienen en su opinión, indiferentes a lo que digan los demás, tienden también a puntuar alto en los tests de creatividad.

### Creatividad e inteligencia
Se ha estudiado la relación entre creatividad e inteligencia y se ha defendido durante mucho tiempo que existe una correlación entre ambas, pero no es así por las siguientes razones:
- Parecería más probable que se dieran individuos creativos entre personas con un cociente intelectual elevado que entre personas de cociente intelectual bajo, pero no todos los sujetos inteligentes son creativos.

- Una creencia sugiere que los zurdos, cuyo hemisferio cerebral derecho, suele estar más desarrollado, son más inteligentes o creativos que los diestros, aunque hay un debate sin resolver dentro de la comunidad científica sobre cómo relacionar la inteligencia con la creatividad. Algunos estudios han demostrado que existe una pequeña correlación entre los zurdos y la creatividad-inteligencia. Diversos ejemplos pueden verse en el artículo zurdo, en zurdos famosos.

Actualmente se considera que creatividad e inteligencia son capacidades mentales bastante distintas. La inteligencia, por lo que se aprecia en las pruebas tradicionales que la evalúan, puede considerarse como pensamiento convergente, como la capacidad de seguir pautas de pensamiento aceptadas y de suministrar soluciones correctas a un problema dado. Y se dice que la mayoría de las pruebas de inteligencia actuales miden sobre todo las facultades y la actividad del hemisferio cerebral izquierdo.
La creatividad se valora por medio de los resultados, porque esta es la forma de ver lo que es ser único, como los demás observan creaciones bellísimas de color, la forma e innovación que surge al ser creativos en situaciones cotidianas o en resolución de problemas.
La diferencia de competencias entre los dos hemisferios cerebrales parece ser característica exclusiva del ser humano.

## Colaboración creativa
Hay una serie de formas en las cuales distintas partes pueden colaborar para producir contenido artístico:
- Trabajo conjunto.- Dos o más individuos puede contribuir a un trabajo unificó y de acuerdo a sus contribuciones ser considerados como iguales. Las contribuciones son mezcladas en parte inseparables o interdependientes de una misma unidad. De acuerdo con las leyes de derechos de autor a esto se le llama autoría compartida. Cada autor puede explotar el conjunto completo sin el consentimiento del resto de autores con solo el deber de compartir las regalías obtenidas. Sin embargo un autor puede sólo licenciar el trabajo de para tereceras partes no exclusivas. Para dar a una tercera parte la exclusividad tienen que estar de acuerdo en dárselo todos los autores
- Trabajo colectivo.- Los autores hacen contribuciones a un trabajo colección, como una recopilación. Los autores individuales retienen el derecho de autor de su contribución, pero la parte que pone juntas las contribuciones es considerada como autor del conjunto completo y  tendrá los derechos de uso de las contribuciones individuales sólo en el trabajo colectivo y también en las ediciones posteriores del trabajo colectivo. Este modelo es típico de publicaciones periódicas y antologías.
- Trabajo derivativo.- En este tipo de trabajo se reconoce que están basados bastante en un ya existente trabajo previo. Por ejemplo una película deriva de un guion. Un vídeo mash-up puede ser visto como una derivación de la distintas piezas de música y vídeo. Para crear un trabajo derivativo el creador tiene que tener permiso de uso del subyacente trabajo previo, a menos que transforme sustancialmente dicho trabajo, en cuyo caso será considerado como un nuevo trabajo.

## Biología de la creatividad

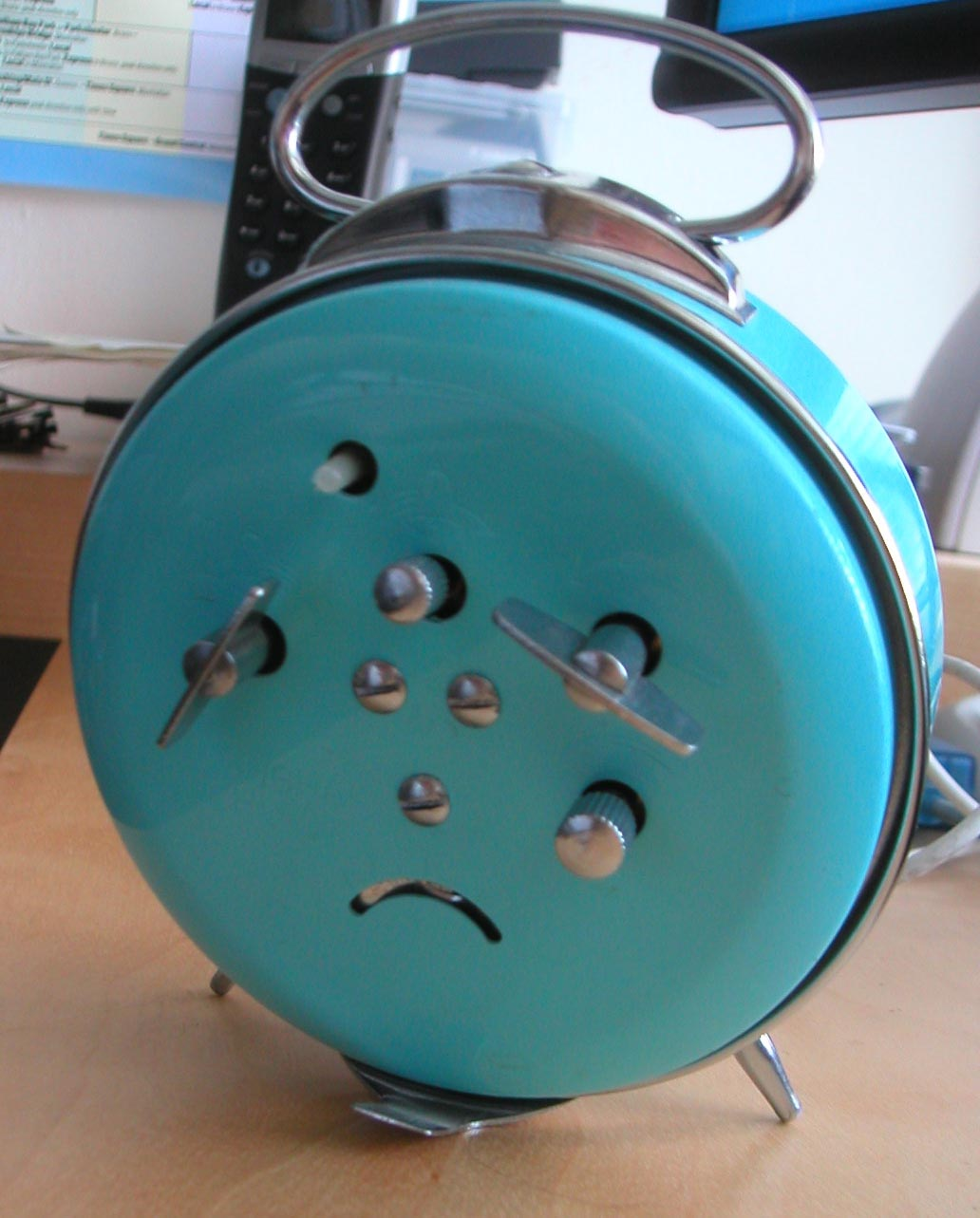
Este despertador parece tener una cara triste (Pareidolia).

Hasta no hace muchos años, se pensaba que el cerebro tenía zonas exclusivas de funcionamiento hasta que por medio de imagenología se pudo determinar que cuando se realiza una función, el cerebro actúa de manera semejante a una orquesta sinfónica, interactuando varias áreas entre sí. Además se pudo establecer que cuando un área cerebral no especializada es dañada, otra área puede realizar un reemplazo parcial de sus funciones.
Hay muchas teorías sobre cómo cada hemisferio cerebral afecta a cómo piensa una persona. Una divide a los pensadores en dos campos: simultáneos visuales y secuenciales lineales.
De acuerdo con esta hipótesis, la mayoría de las personas diestras (que usan más su hemisferio izquierdo) procesan la información de manera "secuencial lineal" en el que un esquema debe completar su procesamiento antes de que se pueda comenzar con el siguiente.
En cambio, dice la hipótesis, los individuos cuyo hemisferio derecho es dominante, como ocurre en los zurdos y supuestamente en los individuos creativos, procesan la información con "simultaneidad visual", modo en el que varios esquemas se procesan simultáneamente.

- Un ejemplo para entenderlo es imaginar que hay mil palomitas de maíz, una de las cuales está coloreada de rosa. Un individuo "secuencial lineal" mirará una por una las piezas hasta encontrar la coloreada de rosa, mientras que un individuo "simultaneidad visual" extenderá todas, mirará visualmente al conjunto de palomitas y verá que una es rosa.

Un efecto lateral de estos modos de procesar la información es que los individuos de lateralidad cerebral izquierda necesitan completar una tarea antes de empezar la siguiente. A los individuos de lateralidad cerebral derecha, en contraste, les conforta cruzar varias tareas, para lo que tienen mayor habilidad. Esto les hace aparecer ante la mayoría (lateral cerebral izquierda) como si no terminasen nada. Alternativamente, los individuos de "simultaneidad visual" tienen una excelente habilidad multitarea, lo que quizá esté en el origen de las anécdotas que sugieren que son más creativos.

La mayoría de las personas procesan la información usando el "análisis", que es el método de resolver un problema descomponiéndolo en unidades y analizando éstas una por una. En contraste, los individuos de "simultaneidad visual" y la mayoría de zurdos, procesan la información usando "síntesis", en donde se resuelve un problema como un todo, intentando usar un método de relaciones para resolver el problema.

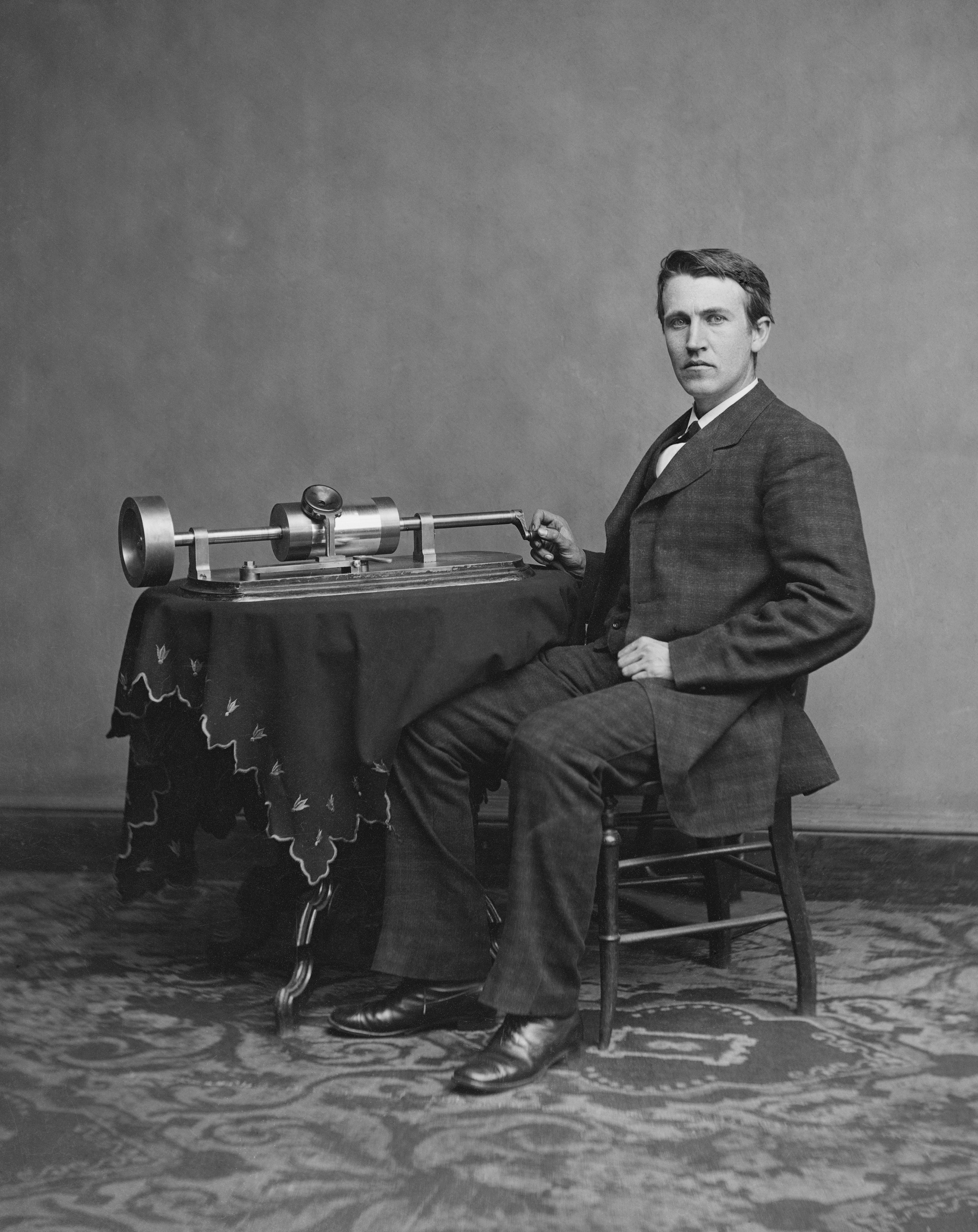
Thomas Edison junto al fonógrafo

Finalmente, estos modos de pensar no son un "todo o nada". El estilo de procesamiento opera como un continuo donde algunas personas son más "visualmente simultáneas" y otras son más "lineales secuenciales".
Esto puede explicarse mejor con la informática. Un microprocesador sólo puede procesar una unidad de información por vez, independientemente de cuántas tareas esté realizando. Pero un ordenador con varios procesadores haciendo lo mismo a la misma velocidad es más rápido.
Ya que aún no sabemos exactamente cómo funciona el cerebro humano, esta hipótesis sobre diferentes modos de procesamiento de la información deberá ser corroborada o descartada por investigaciones futuras.
Estudiados por la neurobiología, los factores biológicos en su mayoría son debidos a la herencia. Así, la maduración mental, sigue un ritmo establecido por los genes.
Es muy importante la influencia del ambiente, social y natural, que afectan al individuo.
La capacidad creadora puede considerarse como pensamiento divergente, como la capacidad de pensar de un modo original e innovador, que se sale de las pautas aceptadas y logra encontrar distintas soluciones a un problema, incluso cambiando los planteamientos del problema.
Del llamado pensamiento lateral o divergente, hoy por hoy, es realmente muy poco lo que se sabe con certeza y más aún si lo comparamos con otros campos de la investigación psicológica. Se sabe por ejemplo, que los dos hemisferios del cerebro, réplica uno de otro, están implicados en diferentes tipos de actividad. El hemisferio izquierdo más activo en los diestros, está especializado principalmente en los procesos relativos a la inducción, la deducción y el lenguaje, mientras que el hemisferio derecho nos proporciona las facultades de la visión y la memoria visual, el sentido espacial, la apreciación de la forma y del color y la creatividad.
Su forma de elaborar y procesar la información es distinta del hemisferio izquierdo. No utiliza los mecanismos convencionales para el análisis de los pensamientos que utiliza el hemisferio izquierdo. Es un hemisferio integrador que concibe las situaciones y las estrategias del pensamiento, de una forma total. Centro de las facultades viso-espaciales no verbales, especializado en sensaciones, sentimientos y habilidades espaciales, habilidades visuales y sonoras como las plásticas y musicales, integra varios tipos de información (sonidos, imágenes, olores, sensaciones) y los transmite como un todo.
Quedan sin embargo muchas áreas inexplicadas. Las relaciones anatómicas específicas entre las funciones intelectuales y los grupos de células del cerebro están todavía por definir. Los procesos de la memoria a corto plazo y la memoria a largo plazo, la conciencia del propio "yo", el "subconsciente", el "superyó", el lóbulo frontal y la personalidad, las endorfinas y demás neurotransmisores, el pensamiento... por ejemplo, son tan complejos, que es posible que su funcionamiento involucre a la totalidad del cerebro y no solo a regiones determinadas del mismo. Las investigaciones han demostrado que la innovación creativa requiere la "coactivación y comunicación entre regiones del cerebro que en la mayoría de personas están poco conectadas".
Las personas muy creativas tienden a diferenciarse de otras en tres puntos: conocen muy a fondo esa actividad, son capaces de utilizar el pensamiento divergente mediante el lóbulo frontal, y son capaces de modular neurotransmisores tales como la noradrenalina y la dopamina en el lóbulo frontal. Así pues, parece que el lóbulo frontal es la parte del córtex más importante para la creatividad. El estudio también hizo hincapié en los vínculos entre el sueño, el estado de ánimo, adicciones y la depresión, con la creatividad (véase el artículo Conciencia (Psiquiatría)).
Otro estudio halló que la creatividad es mayor en las personas esquizoides que en las personas esquizofrenicas comparado con el resto de personas. El pensamiento divergente se asocia con la activación bilateral del córtex pre frontal, los esquizoides parecen tener una activación mayor de su córtex prefrontal derecho. Este estudio establecía la hipótesis de que estos individuos tienen un mejor acceso a los dos hemisferios, lo cual les permite hacer nuevas asociaciones a un ritmo más rápido. La creatividad también se ha estudiado en relación con el trastorno bipolar.

### Características
Se debe aclarar que no existe ningún estereotipo del individuo creador, si bien todos presentan ciertas similitudes. Algunas de esas similitudes se indican a continuación:
1. Manifiestan una gran curiosidad intelectual.
2. Disciernen y observan de manera diferenciada.
3. Tienen en sus mentes amplia información que pueden combinar, elegir y extrapolar para resolver problemas.
4. Demuestran empatía hacia la gente y hacia las ideas divergentes.
5. La mayoría puede ser introvertidos.
6. No están pendientes de lo que los otros piensan sobre ellos y se hallan bastante liberados de restricciones e inhibiciones convencionales.
7. No son conformistas en sus ideas, pero tampoco anti conformistas. Son más bien, auténticamente independientes.
8. Poseen capacidad de análisis y síntesis.
9. Poseen capacidad de redefinición, es decir, para reacomodar ideas, conceptos, gente y cosas, para trasponer las funciones de los objetos y utilizarlas de maneras nuevas.

Retrato en "Vertumnus" (Verano) del
emperador Rodolfo II realizado por Giuseppe Arcimboldo. Todos los frutos y flores representados en el cuadro, eran propios de la estación del verano en el.

#### Cuantificación creativa
Las variables más frecuentemente utilizadas para medir la creatividad son:
- Fluidez: es la capacidad para producir ideas y asociaciones de ideas sobre un concepto, objeto o situación.
- Flexibilidad: es la capacidad de adaptarse rápidamente a las situaciones nuevas u obstáculos imprevistos, acudiendo a nuestras anteriores experiencias y adaptándolas al nuevo entorno.
- Originalidad: es la facilidad para ver las cosas, de forma única y diferente.
- Elaboración: grado de acabado. Es la capacidad que hace posible construir cualquier cosa partiendo de una información previa.
- Sensibilidad: es la capacidad de captar los problemas, la apertura frente al entorno, la cualidad que enfoca el interés hacia personas, cosas o situaciones externas al individuo.
- Re definición: es la habilidad para entender ideas, conceptos u objetos de manera diferente a como se había hecho hasta entonces, aprovechándolos para fines completamente nuevos.
- Abstracción: se refiere a la capacidad de analizar los componentes de un proyecto y de comprender las relaciones entre esos componentes; es decir, extraer detalles de un todo ya elaborado.
- Síntesis: lo opuesto a la abstracción, es la capacidad de combinar varios componentes para llegar a un todo creativo. Es decir, es un proceso que partiendo del análisis de los elementos de un problema es capaz de crear nuevas definiciones concluyentes de la realidad del asunto estudiado. El análisis detalla, describe, mientras la síntesis concluye con explicaciones creativas del funcionamiento de un sistema o un problema. Esto se debe a que la síntesis origina la redefinición al establecer nuevas relaciones entre las partes de un sistema, sea cual sea el ámbito de actuación (social, político, laboral. comunicativo, etc.).

#### Fases
Graham Wallas, en su trabajo El arte del pensamiento, publicado en 1926, presentó uno de los primeros modelos del proceso creativo. En el modelo de Wallas, los enfoques creativos e iluminaciones eran explicados por un proceso consistente de cinco etapas:
- Preparación: preparatorio sobre un problema en el cual se enfoca la mente y explora sus dimensiones.
- Incubación: el problema es interiorizado en el hemisferio derecho y parece que nada pasa externamente.
- Intimación: la persona creativa "presiente" que una solución está próxima. En muchas publicaciones, el modelo de Wallas es modificado a cuatro etapas, donde "intimación" es visto como una subetapa.
- Iluminación o insight: cuando la idea creativa salta del procesamiento interior al consciente.
- Verificación: cuando la idea es conscientemente verificada, elaborada y luego aplicada.

Ha habido algunas investigaciones que buscan aclarar, si el periodo de "incubación", implicando un periodo de interrupción o descanso del problema, ayuda a la solución creativa del problema. Ward ha barajado varias hipótesis de porque un periodo de incubación ayudaría, algunas evidencias son coherentes con la hipótesis y demuestran que la incubación ayuda a "olvidar" falsas pistas. La ausencia de incubación puede llevar al "solucionador" a estancarse en estrategias inapropiadas. Esta idea entra en conflicto con la anterior hipótesis de que las soluciones creativas salen misteriosamente del inconsciente cuando el consciente está ocupado en otras tareas.
Wallas consideraba la creatividad como parte del legado del proceso evolutivo, el cual permitió a los humanos adaptarse rápidamente a los entornos cambiantes.
Arthur Koestler, distingue estas fases que se corresponden con los estados de consciencia de la neurociencia:
- Fase lógica: En la cual se suceden la formulación del problema, la recopilación de datos relativos a ese problema y una primera búsqueda de soluciones.

- Fase intuitiva: Quizá no conforme con la solución, el problema se va haciendo autónomo, vuelve a ser elaborado y comienza una nueva incubación de la solución y una maduración de las opciones, durante un periodo que a veces puede ser extenso en la etapa de maduración. Es la parte divergente del proceso, puesto que se genera solo en la mente del creativo. Se produce la iluminación, es decir, la manifestación de la solución.

- Fase crítica: Durante la cual el inventor se entrega al análisis de su descubrimiento, precede a la verificación de la validez del mismo y le da los últimos toques.

#### Niveles de Taylor
Alfred Edward Taylor distingue cinco formas de creatividad.
- Nivel expresivo; Se relaciona con el descubrimiento de nuevas formas para expresar sentimientos, por ejemplo los dibujos de los niños les sirven de comunicación consigo mismo y con el ambiente.
- Nivel productivo; En él se incrementa la técnica de ejecución y existe mayor preocupación por el número, que por la forma y el contenido.
- Nivel inventivo; En él se encuentra una mayor dosis de invención y capacidad para descubrir nuevas realidades; además exige flexibilidad perceptiva para poder detectar nuevas relaciones, es válido tanto en el campo de la ciencia como en el del arte.
- Nivel innovador; En este nivel interviene la originalidad.
- Nivel emergente; Es el que define al talento o al genio; en este nivel no se producen modificaciones de principios antiguos sino que supone la creación de principios nuevos.

#### Factores de Torrance
Emplea el mélford, para indicar cuatro factores de creatividad:
- La fluidez: En cuanto a las palabras, ideas, asociaciones y expresiones.
- La flexibilidad: Que se refiere a las diferentes categorías.
- La originalidad: Es la unicidad, lo auténticamente nuevo.
- La elaboración: Hace alusión a la sensibilidad o análisis de detalles.

Estos factores de creatividad se corresponden en cierta medida con los niveles de Taylor: así la fluidez estaría en relación con el nivel productivo; la originalidad con el innovador; y la elaboración con el emergente.

## Medio social y creatividad
Los diversos tipos de sociedades humanas limitan o potencian la creatividad de sus individuos y conforman su identidad (Ver persecución). La tradición y la creatividad son partes complementarias de la inventiva humana, radicada en la imaginación, que se plasman formando los rasgos de identidad. La creatividad emana de la fantasía y la imaginación, liberándose de la conformidad y de lo convencional, para llenar los vacíos que la mente lógica no es capaz de llenar, de pensamientos e ideas más allá de la realidad, trayendo el futuro cada día.
La innovación en los negocios se consigue ahora prestando mucha atención a la investigación y desarrollo, o pueden ser desarrolladas por meras modificaciones realizadas en la práctica del trabajo, por intercambios y combinaciones de experiencia profesional y de muchas otras maneras. En cualquier caso, las innovaciones son documentadas y protegidas mediante patentes u otro esquema de propiedad intelectual. De hecho, el nivel de innovación de una región puede estimarse con la cantidad de patentes generadas.
La innovación no necesita ser tecnológica. Por ejemplo, aunque no se produjo ninguna novedad tecnológica, cuando la cadena de restaurantes McDonald's aplicó el concepto de línea de producción para crear un restaurante, pudo utilizar trabajadores con poca experiencia para fabricar grandes cantidades de alimento en una calidad estándar y de forma muy rápida, inventando la industria de la comida rápida.
Sánchez Burón identifica cuatro elementos constitutivos para el desarrollo de la creatividad: El producto creativo, la persona creativa, los procesos creativos y los ambientes para la creatividad.
Greene señala que cuando se vive en una situación donde no existen diversidad de recursos, las personas se vuelven agudamente conscientes de sus límites, obligadas a sacar el mayor provecho de lo que poseen, llegando a ser inventivas.
La economía creativa es el conjunto de sectores de la economía que se centran en la creatividad. Incluye la economía del conocimiento y la industria cultural.